# 2S19 MSTA-S自行榴弹炮

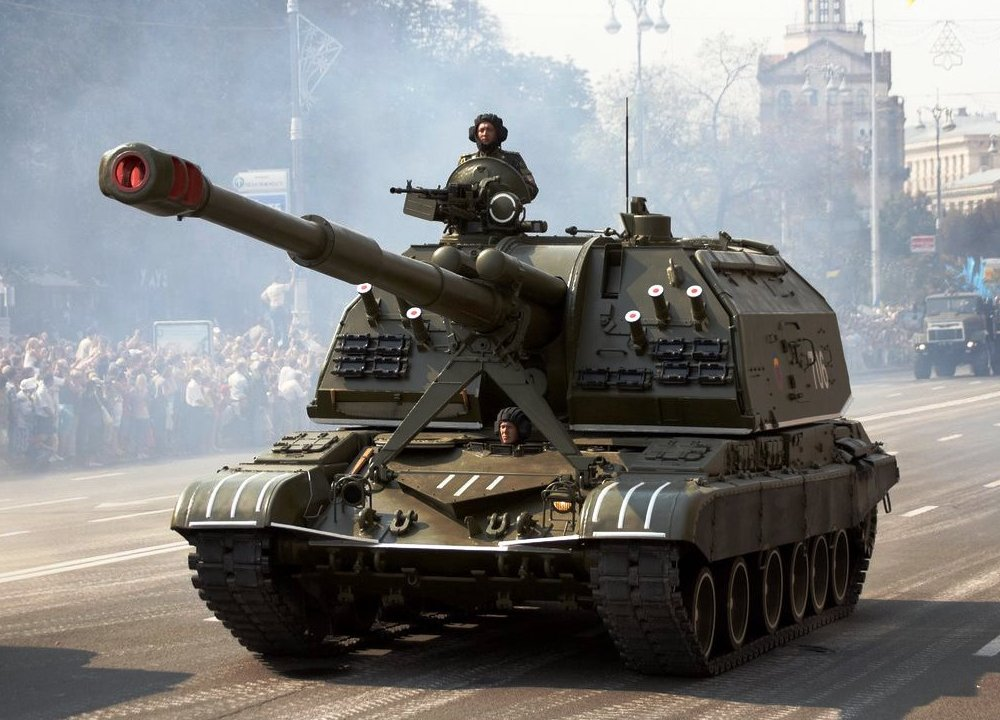
烏克蘭陸軍的2S19 Msta-S

2S19 MSTA-S自行榴弹炮（俄語：2С19 «Мста-С»，拉丁化：2S19 "MSTA-S"）是蘇聯研製的152毫米自走砲，於1989年5月17日经苏联国防部第0127号命令批准入役，在蘇聯陸軍投入服務并在1991年苏联解体后被俄罗斯陆军和乌克兰陆军继续使用。
2S19式榴弹炮由乌拉尔运输机器设计局研制，北约赋予其的代号为M1990式。该炮于1984年开始研制，1987年批量生产，1989年装备苏军炮兵师和集团军炮兵旅，主要用于压制敌方炮兵、坦克及反坦克预备队，破坏地面防御工事，摧毁敌方侦察所和指挥所，歼灭敌方有生力量。该炮采用T-80主战坦克底盘，但是使用T-72的柴油發動機。采用大型旋转炮塔设计，其火炮身管长约为59倍口径，战斗全重42吨，乘员5人，发射榴弹时的最大射程为24.7千米，发射底排弹时的最大射程为28.9千米。此外，该炮还能发射“红土地”系列激光制导炮弹，实现对点目标的精确打击。

## 發展
2S19 MSTA-S自行火炮是苏联為了進行現代化榴彈砲部署計劃而設計的，苏联将2A65榴彈砲（152毫米）牽引炮安装在T-80坦克的底盘上产生了“MSTA-S自行火炮”（俄罗斯国防部火箭炮兵装备总局将其命名为“2S19自行火炮”）。
2S19自行火炮的研發(費爾馬項目)從1985年開始，原型被稱為317工程。 2S19自行火炮的標準設備包括一個1P22半自動裝彈系統、NBC防護系統、被動夜視設備、涉水套件、推土鏟和81毫米煙霧彈發射器、1V116對講系統和一個16千瓦的AP-18D發電機。在2008年，俄軍著手改進其自動化火控系統模組以提高生存存性。
2S19自行火炮可以發射以下類型的彈藥，包括：高爆榴彈（24.7公里）、底排彈（28.9公里）、火箭增程彈（36公里）、煙霧彈、化學彈、戰術核武器、照明彈，甚至是短程彈道導彈。也可使用雷射制導的“紅土地”（9K25系列）與射程較短的“紅土地-M”炮射反裝甲飛彈。

## 使用國家
- 白俄羅斯 - 13 [2]
- 衣索比亞 - 20 [3]
- [4]
- 俄羅斯 - 800 since 2008 [5]
- 乌克兰 - 40 [6]另有乌俄战争中自俄军缴获的至少32辆2S19 Msta-S和11辆2S33 Msta-SM2[7]。
- 委內瑞拉 - 47

### 前使用國家
- 苏联

## 產品規格
- 射程:
  - 29 km 底排彈
  - 36 km 火箭增程彈
- 發射速率: 每分鐘6-8發
- 最大射擊仰角: -4度至+68度
- 迴旋角度: 360°
- 可裝置炮彈: 60發

## 類似車輛
- M109自走砲
- AS-90
- AHS Krab
- PzH2000自行榴彈砲
- 99式155公厘自走榴彈砲
- K9自走砲
- T-155 Fırtına